# Anoplomus hainanensis
Anoplomus hainanensis är en tvåvingeart som beskrevs av Wang 1996. Anoplomus hainanensis ingår i släktet Anoplomus och familjen borrflugor. Inga underarter finns listade i Catalogue of Life.